# Stenasellus agiuranicus
Stenasellus agiuranicus is een pissebed uit de familie Stenasellidae. De wetenschappelijke naam van de soort is voor het eerst geldig gepubliceerd in 1987 door Chelazzi & Messana.